# Motorola 68060
Motorola 68060 je 32 bitni procesor koji ulazi u proizvodnju 1994. godine, a ujedno je posljednji primjerak Motorola 68k serije procesora.

## Procesor
Procesor bio je zamišljen kao nasljednik mikroprocesora Motorola 68040 u direktnom natječaju procesorom Intel Pentium dok je tvrtka istovremeno radila na seriji procesora imena PowerPC. Unutrašnja arhitektura procesora je bila slična s onim Pentiuma koji je izašao na tržište nekoliko mjeseci ranije. Zahvaljujući napretku u proizvodnom postopku brzina u Mhz je podignuta krajem devedesetih na 75 Mhz, ali to je bilo premalo prekasno za ovaj procesor kojeg se i sama Motorola odrekla.

## Korištenje
Ovaj procesor je korišten u sljedećim računalima:
- Atari Falcon, samo kao kartica za ubrzanje računala
- Amiga 1200 i Amiga 4000, samo kao kartica za ubrzanje računala